# Marie-Rose Astié de Valsayre
Marie-Rose Astié de Valsayre, född 30 augusti 1846, död 1915, var en fransk sjuksköterska, violinist, feminist och författare. Hon studerade medicin och arbetade som sjuksköterska under fransk-tyska kriget 1870. Hon grundade 1889 rösträttsföreningen Ligue de l'Affranchissement des femmes. Hon arbetade som journalist på tidningen La Citoyenne. Hon är främst ihågkommen för sin kampanj mot förbudet för kvinnor att bära byxor och för att ha utkämpat en duell mot en amerikansk kvinna 1886.